# 聖馬力諾猶太人
猶太人，在中世紀已生活在聖馬力諾。
聖馬力諾是義大利中部的內陸小國，猶太人在那里已生活了600年。
第一次提及聖馬力諾的猶太人是在14世紀後期，他們多是商人。雖然他們要穿有特別識記的衣服以作辨認，但同時也受政府保護。
第二次世界大戰時，聖馬力諾提供一個避風港給逃避納粹逼害的猶太人與義大利人，現在聖馬力諾只有很少猶太人生活，但很多聖馬力諾人祖先也是猶太人。